# مركز الطفل الثقافي (نابلس)
افتتح مركز الطفل الثقافي في نهاية عام 1998 في مدينة نابلس في بناء قديم تم ترميمه حيث كان يستعمل خان لاستقبال التجار ووسائل النقل التقليدية التي كانت تعتمد على الحيوانات وذلك حوالي عام 1895. ثم تحول بعد ذلك في الأربعينيات من هذا القرن إلى مستودع لبلدية نابلس وبقي الحال كما هو حتى عام 1997 عندما وقعت اتفاقية إنشاء مركز الطفل الثقافي بين بلدية نابلس ووزارة الثقافة بدعم مؤسسة سبدا السويدية وتم افتتاح المركز تحت رعاية سيادة الرئيس ياسر عرفات رئيس دولة فلسطين.